# Claude-Henri Belgrand de Vaubois

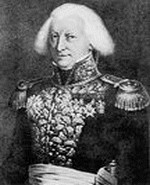
Claude-Henri Belgrand de Vaubois

Claude-Henri Belgrand de Vaubois (* 1. Oktober 1748 in Clairvaux, heute Ville-sous-la-Ferté zugehörig; † 5. November 1839 in Beauvais) war ein französischer Général de division.

## Leben
Bereits als Jugendlicher wurde Belgrand de Vaubois Kadett in der königlichen Armee. Er konnte sich schon bald durch Tapferkeit auszeichnen und wurde auch regelmäßig befördert. Zu Beginn der Revolution war er Capitain der Artillerie und zwei Jahre später stand er bereits im Rang eines Lieutenant-colonels.
Belgrand de Vaubois wurde als Général de brigade Mitglied im Stab Napoleons, als dieser 1796 zu seinem Italienfeldzug aufbrach. In den Kämpfen vor Rovereto (4. September 1796), Bassano (8. September 1796) und Arcole (15./17. September 1796) zeigte sich Belgrand de Vaubois tapfer. Als er 1797 nach Frankreich zurückkehren konnte, wurde General Barthélemy-Catherine Joubert sein Nachfolger.
Als 1798 Napoleon seinen Feldzug nach Ägypten plante, wurde Belgrand de Vaubois wiederum Mitglied des Generalstabs. Auf dem Weg nach Ägypten überfielen Napoleonische Truppen am 9. Juni 1798 den Malteserorden auf Malta. Bereits am darauffolgenden Tag war Valletta eingenommen und nachdem Malta nach französischer Weise neu strukturiert worden war, berief Napoleon Belgrand de Vaubois zum Commandant en chef des isles de Malte et du Goze.
Am 2. September 1798 revoltierten die Bewohner Maltas gegen die französische Besatzung und wurden dabei ab 18. September von einer kleinen portugiesischen Flotte unterstützt. Im Februar 1799 begannen britische Truppen unter Führung von Admiral Alexander Ball Valletta zu belagern. Am 4. September 1800 ergab sich Belgrand de Vaubois mit dem Rest seiner Truppen. Nach den Übergabeverhandlungen wurde er samt den französischen Soldaten unter britischer Bewachung zurück nach Marseille gebracht.
Belgrand de Vaubois legte alle seine militärischen Ämter nieder. Er reüssierte in der Politik und wurde am 27. Juli 1800 zum Senator gewählt. Selbst nach Napoleons „Herrschaft der Hundert Tage“ schloss er sich diesem nicht mehr an. Um 1830 zog er sich ins Privatleben zurück und ließ sich in Beauvais nieder. Dort starb er im Alter von 91 Jahren am 5. November 1839 und fand dort auch seine letzte Ruhestätte.

## Ehrungen
- 1804 Commandeur der Ehrenlegion
- 1808 Comte de l’Émpire
- 1814 Chevalier des Ordre royal et militaire de Saint-Louis
- Sein Name findet sich am südlichen Pfeiler (24. Spalte) des Triumphbogens am Place Charles-de-Gaulle (Paris).